# 郑汝立
郑汝立（정여립，1546年—1589年），字仁伯（인백），号竹島（죽도），本貫東來，朝鲜王朝的思想家和政治家。

## 生平
郑汝立于1546年出生在全罗北道全州府。他是李珥和成浑的弟子。在1567年（明宗22年）参加进士考试，于1570年（宣祖2年）获得文科及第。1583年担任礼曺佐郞，1584年负责修馔历。他在政治生涯初期是西人党的成员。
后他被指控为叛徒，成为西人党成员曺宪、郑澈等人密集批评的目标。虽然一度是李珥和成浑的门徒，后来却投靠了东人党。1589年，安克郡守李轴以及年轻的朴忠侃因郑汝立涉嫌反政府武装而告密。